# Danh sách đĩa nhạc của Đông Nhi
Danh sách đĩa nhạc của nữ ca sĩ nhạc pop người Việt Nam Đông Nhi gồm 4 album phòng thu, 2 đĩa mở rộng và 56 đĩa đơn.

## Album

### Album phòng thu
| Tựa đề            | Chi tiết |
| ----------------- | --- |
| The First Step    | - Phát hành: 17 tháng 9 năm 2010 - Hãng đĩa: Viết Tân, Tinu Production - Định dạng: Streaming, tải nhạc, CD         |
| I Wanna Dance     | - Phát hành: 1 tháng 1 năm 2014 - Hãng đĩa: 6th Sense, Viết Tân - Định dạng: Streaming, tải nhạc, CD, DVD           |
| Ten on Ten        | - Phát hành: 9 tháng 12 năm 2018 - Hãng đĩa: 6th Sense, Universal - Định dạng: Streaming, tải nhạc, bộ hộp, CD, USB |
| Theater of Dreams | - Phát hành: 19 tháng 4 năm 2025 - Hãng đĩa: 6th Sense - Định dạng: CD, kit, streaming, tải nhạc                    |

## Đĩa mở rộng
| Tựa đề       | Chi tiết |
| ------------ | --- |
| The Singer   | - Phát hành: 12 tháng 9 năm 2011 - Hãng đĩa: Viết Tân, Dihavina, Tinu Production, On Media, Việt Giải Trí - Định dạng: Streaming, tải nhạc, CD |
| Xin anh đừng | - Phát hành: 14 tháng 4 năm 2017 - Hãng đĩa: 6th Sense - Định dạng: Streaming, tải nhạc, CD (giới hạn)                                         |

## Đĩa đơn
Với vai trò là nghệ sĩ chính
| Tựa đề                                                   | Năm  | Chú thích | Album          |
| -------------------------------------------------------- | ---- | --- | -------------- |
| "Chàng Baby Milo"                                        | 2008 | | —              |
| "Đu quay tình yêu"                                       | 2008 | | —              |
| "Khóc" (hợp tác với Huỳnh Thanh Bình)                    | 2008 | | The First Step |
| "Lời thú tội ngọt ngào"                                  | 2008 | | The First Step |
| "Bối rối"                                                | 2008 | | The First Step |
| "Bước"                                                   | 2008 | | —              |
| "Nhất quỷ nhì ma"                                        | 2009 | | —              |
| "Mưa nước mắt"                                           | 2009 | | —              |
| "Chôn giấu"                                              | 2009 | | —              |
| "Chỉ thế thôi"                                           | 2009 | | —              |
| "Mỉm cười khi anh ra đi"                                 | 2009 | |                |
| "30 ngày yêu"                                            | 2009 | | The First Step |
| "Ngọt ngào"                                              | 2010 | | The First Step |
| "Ác mộng của những giấc mơ"                              | 2010 | | The First Step |
| "Gương"                                                  | 2010 | | The First Step |
| "Tìm anh"                                                | 2010 | | The First Step |
| "Lạnh lùng"                                              | 2010 | | The First Step |
| "Khi mưa"                                                | 2010 | | The First Step |
| "Từng thuộc về nhau"                                     | 2011 | | —              |
| "Nhớ mãi nụ cười xinh"                                   | 2011 | | —              |
| "Cho em một lần yêu"                                     | 2011 | | The Singer     |
| "Có những yêu thương nào" (hợp tác với Huỳnh Thanh Bình) | 2011 | | The Singer     |
| "Sau mỗi giấc mơ"                                        | 2012 | | —              |
| "Tìm về"                                                 | 2013 | Phát hành tháng 1/2013 | —              |
| "Xoá"                                                    | 2013 | Phát hành tháng 07/2013. Là lead single được trích từ album vol.2 "I Wanna Dance" | I Wanna Dance  |
| "I Wanna Dance (Cần một ai đó)"                          | 2013 | Phát hành tháng 07/2013. Là single thứ 2 được trích từ album vol.2 "I Wanna Dance" | I Wanna Dance  |
| "Ngõ vắng"                                               | 2013 | Phát hành tháng 9/2013 kỉ niệm trang fanpage cán mốc 1 triệu lượt like. Được xem là single thứ 3 từ album vol.2 "I Wanna Dance"                                                         | I Wanna Dance  |
| "Hey Boy"                                                | 2013 | Phát hành 29/12/2013 cùng với album "I Wanna Dance" Được xem là single thứ 4 được trích từ album này.                                                                                   | I Wanna Dance  |
| "Giận lòng"                                              |      | Phát hành nhận dịp Valentine ngày 13/2/2014. Được xem là single thứ 5 cũng như cuối cùng từ album "I Wanna Dance"                                                                       | I Wanna Dance  |
| "Cất giấu kí ức" (hợp tác với Ông Cao Thắng)             | 2014 | Phát hành tháng 3/2014 | —              |
| "Lắng nghe tim em"                                       | 2014 | Phát hành tháng 4/2014 | —              |
| "Đừng bao giờ nói yêu em"                                | 2014 | Phát hành tháng 8/2014 | —              |
| "Bad Boy"                                                | 2014 | Phát hành tháng 10/2014 | —              |
| "Shake the Rhythm"                                       | 2015 | Single là nhạc phim "Chiến Dịch Chống Ế", được remix tại Liveshow 3 cuộc thi "Hòa Âm Ánh Sáng"                                                                                          | —              |
| "Vì ai vì anh (Stop Loving You)"                         | 2015 | Là single được phát hành sau Liveshow 6 cuộc thi "Hòa Âm Ánh Sáng" | —              |
| "Tóc nâu môi trầm"                                       | 2015 | | —              |
| "Hot"                                                    | 2015 | | —              |
| "Taxi"                                                   | 2015 | |                |
| "Boom Boom" (hợp tác với Mei)                            | 2015 | Phát hành tháng 12/2015 | —              |
| "Pink Girl"                                              | 2016 | | —              |
| "I Wanna Be Your Love" (hợp tác với Ông Cao Thắng)       | 2016 | | —              |
| "My Sunshine"                                            | 2016 | | —              |
| "Trách ai bây giờ"                                       | 2016 | | —              |
| "Cảm ơn (We Belong Together)"                            | 2016 | | —              |
| "Love Me Too"                                            | 2017 | | —              |
| "Xin anh đừng"                                           | 2017 | | Xin anh đừng   |
| "Sẽ không quay về" (hợp tác với Anh Tú)                  | 2017 | | —              |
| "Còn ai đó chờ em"                                       | 2017 | | —              |
| "Sao chẳng thể vì em"                                    | 2017 | | —              |
| "Cô Ba Sài Gòn"                                          | 2017 | | —              |
| "Xin lỗi anh quá phiền"                                  | 2018 | | Ten on Ten     |
| "Giả vờ say"                                             | 2018 | | Ten on Ten     |
| "Gọi em đi"                                              | 2018 | | Ten on Ten     |
| "Ngày đôi ta là của nhau" (hợp tác với Ông Cao Thắng)    | 2019 | | —              |
| "Hôm nay mình cưới" (hợp tác với Ông Cao Thắng)          | 2019 | | —              |
| "Yêu là cưới" (hợp tác với Ông Cao Thắng)                | 2019 | | —              |
| "Khi con là mẹ"                                          | 2020 | | —              |
| "Đôi Mi Em Đang U Sầu"                                   | 2022 | Phát hành 23/4/2022 trên các nền tảng Spotify, Apple Music, Nhaccuatui Keeng Music, Zing Mp3                                                                                            | —              |
| "Chớ Nên Về Sớm"                                         | 2022 | Ngày 01/10/2022, Đông Nhi biểu diễn ca khúc lần đầu tiên tại Chung Kết Hoa hậu Hòa bình Việt Nam 2022. Chiều 02/10/2022, ca khúc đuọc phát hành trên 2 nền tảng Spotify và Apple Music. |                |
| "Người Ôm Pháo Hoa"                                      | 2023 | |                |
| "Những Tháng Năm Tươi Đẹp"                               | 2023 | |                |
| "Ý Trời" (hợp tác với tlinh                              | 2023 | Sản phẩm đầu tiên kết hợp với tlinh |                |

### Với vai trò là nghệ sĩ hợp tác
| Tựa đề                                                                | Năm  | Chú thích | Album           |
| --------------------------------------------------------------------- | ---- | --------- | --------------- |
| "Cho nhau lối đi riêng (Fallin' Apart)" (hợp tác với Hoàng Thuỳ Linh) | 2010 |           | Hoàng Thùy Linh |
| "Nghe này chàng trai (Listen Boy)" (hợp tác với Hoàng Thuỳ Linh)      | 2010 |           | Hoàng Thùy Linh |
| "Leave Me Alone" (hợp tác với Bảo Anh)                                | 2016 |           |                 |

## Video âm nhạc
- 30 ngày yêu
- Ác mộng của những giấc mơ
- Bad boy
- Bâng khuâng Trường Sa (với Quốc Thiên, Ông Cao Thắng, 365, Noo Phước Thịnh, Bích Phương, Vũ Ngọc Ánh, Sĩ Thanh, Thiên Trang, Đàm Phương Linh, X5, Nukan Trần Tùng Anh, Lều Phương Anh, Hà Okio)
- Bí mật của hạnh phúc (với Ngô Kiến Huy)
- Boom boom
- Cảm ơn (We belong together) (với Trịnh Nhật Minh)
- Cần một ai đó (I wanna dance)
- Cần một ai đó (I wanna dance) (studio version)
- Chảnh dễ thương
- Cho em một lần yêu
- Chờ ngày nắng lên (với Đào Bá Lộc)
- Còn nơi đó chờ em
- Cô Ba Sài Gòn
- Đôi mi em đang u sầu (với Wowy)
- Giả vờ say
- Giận lòng
- Gọi em đi
- Gương
- Hey boy
- Hôm nay mình cưới (với Ông Cao Thắng)
- I wanna be your love (với Ông Cao Thắng)
- Khi con là mẹ
- Khúc giao mùa (với Hồ Vĩnh Khoa, Thiên Trang, Nam Hee, V.Music, 365, Thiên Minh, Khổng Tú Quỳnh, Yến Trang, Đàm Phương Linh, Thảo Trang, Đại Nhân, Á hậu Trương Tri Trúc Diễm, Chí Thiện, Phương Thanh)
- Lắng nghe tim em
- Love me too
- Lời thú tội ngọt ngào
- Merino ice cream land (với Noo Phước Thịnh)
- My sunshine (với Hello Yellow)
- Ngọt ngào
- Ngọt ngào (version 2)
- Nhất quỷ nhì ma
- Nhớ mãi nụ cười xinh
- Pepsi Tết xuân 2016 (với 365, Hà Anh Tuấn, Tiêu Châu Như Quỳnh)
- Pink girl
- Sao chẳng thể vì em
- Sau mỗi giấc mơ
- Sẵn sàng bùng nổ (với Thu Minh, Thanh Bùi, Noo Phước Thịnh, Minh Hằng, 365, Ông Cao Thắng, JustaTee, Khả Ngân, Chi Pu, Gil Lê, Petey Majik Nguyễn, Võ Ngọc Trai, Sĩ Thanh, Yumi Dương, Ngọc Thảo, Đàm Phương Linh ,Trần Quang Bảo)
- Sống thật một cá tính (với Gil Lê & Chi Pu)
- Sống trẻ từng giây (với Team Giọng hát Việt (mùa 2))
- Ta là của nhau (với Ông Cao Thắng)
- Tìm về
- Từng thuộc về nhau
- Yêu là cưới (với Ông Cao Thắng)
- Vì ai vì anh (Stop loving you)
- Vút bay (với Thanh Bùi, Noo Phước Thịnh, 365, Ông Cao Thắng, Cường Seven, JustaTee, Yanbi, Mr.T, Kimmese, Sĩ Thanh, Tâm Tít, diễn viên Võ Ngọc Trai, vũ công Quang Đăng, Á vương Trương Nam Thành, Thu Thủy, diễn viên Vân Trang)
- Xin anh đừng
- Xin lỗi anh quá phiền
- Xóa
- Xóa (studio version)